# Alain Guerreau
Alain Guerreau, född 1948 i Mâcon, är en fransk medeltidsforskare, historiker och författare.
Från 1967 till 1971 studerade han vid École nationale des chartes. Guerreau var bland annat elev till historikern Jacques Le Goff. Sedan 1978 är han forskare vid Centre national de la recherche scientifique. Från 2002 till 2007 undervisade han även i statistik för historiker. Guerreau har författat fem böcker och ungefär ett hundratal artiklar.

## Metod och verk
Guerreau har poängterat hur materiella objekt i historien knappast har mening an und für sich, utan dess mening konstitueras först som ett resultat av sociala processer varvid det framträder som tecken, verktyg, instanser eller dylikt. Guerreau också har kritiserat såväl historiker, som arkeologer och menar att historieskrivningen om medeltiden under de senaste 200 åren, alltså oavsett om den varit "borgerlig" eller för den delen "marxistisk" har varit djupt felaktig och hållit sig med helt och hållet anakronistiska begrepp och tankefigurer hämtade ur vår egen epok, alltså moderniteten. Guerreau menar istället att anakronismerna måste väck och att en historiskt specifik begreppsapparat måste komma till och förfäktar således all form av samtida kvasi-ahistorisk medeltidsforskning.